# Великий театр (Лодзь)
Великий театр у Лодзі був відкритий 19 січня 1967 року. Будівля театру розташована на площі Домбровського, великий зал театру розрахований на 1070 осіб. Починаючи з 1967 року, Великий театр у Лодзі поставив понад три сотні прем'єр. Серед них — відомі класичні опери, балетні твори, мюзикли та оперети, твори знаменитих польських митців.
До 2005 року театр показав понад 240 прем'єр як класиків, так і сучасників (К. Пендерецький, Б. Павловський). Театр веде активну гастрольну діяльність в США та Європі. У театрі виступали такі співаки як Андреа Бочеллі та Вікторія де Лос Анджелес. Починаючи з 1968 року Великий театр у Лодзі є організатором Міжнародного фестивалю балету під назвою «Лодзькі балетні зустрічі» (Łódzkie Spotkania Baletowe). Фестиваль відбувається кожні два роки.
Крім того, починаючи з 2000 року в приміщенні театру щорічно проводиться фестиваль кінематографістів «Camerimage».